# Kościół bł. Michała Kozala w Gnieźnie

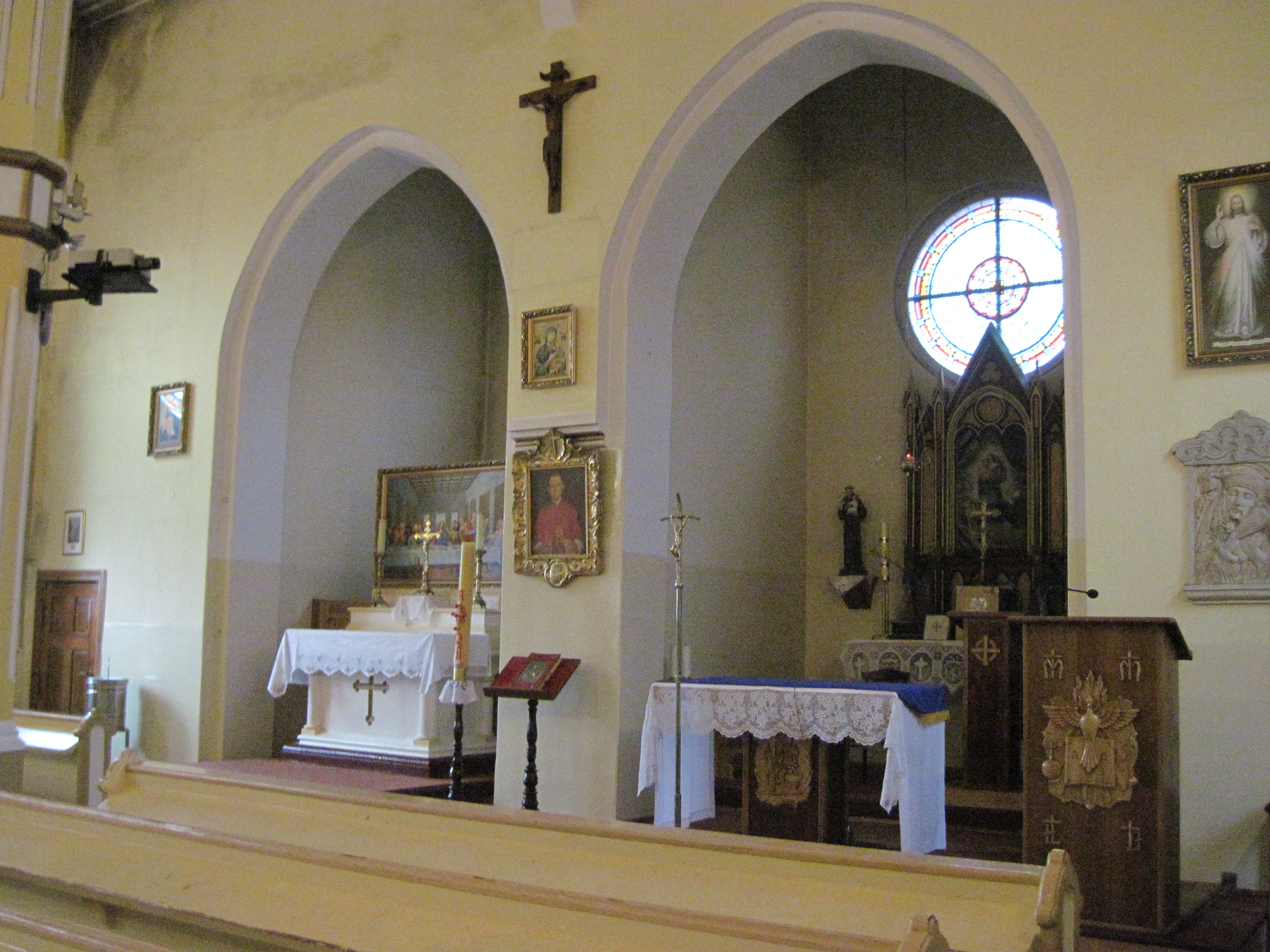
Prezbiteria kościoła

Kościół bł. Michała Kozala w Gnieźnie – neogotycki kościół wybudowany w latach 1894-1895 i powstały według projektu Bruna (prawdopodobnie Bruno Schulza, niemieckiego architekta) jako kaplica szpitala psychiatrycznego „Dziekanka”, obecnie kościół katolickiej parafii pw. bł. Michała Kozala w Gnieźnie, ale użytkowany również przez ewangelicką parafię z Poznania (kościół symultaniczny). Świątynia o dwóch prezbiteriach. Od 7 lutego 2012 roku tymczasowo zamknięty.

## Historia

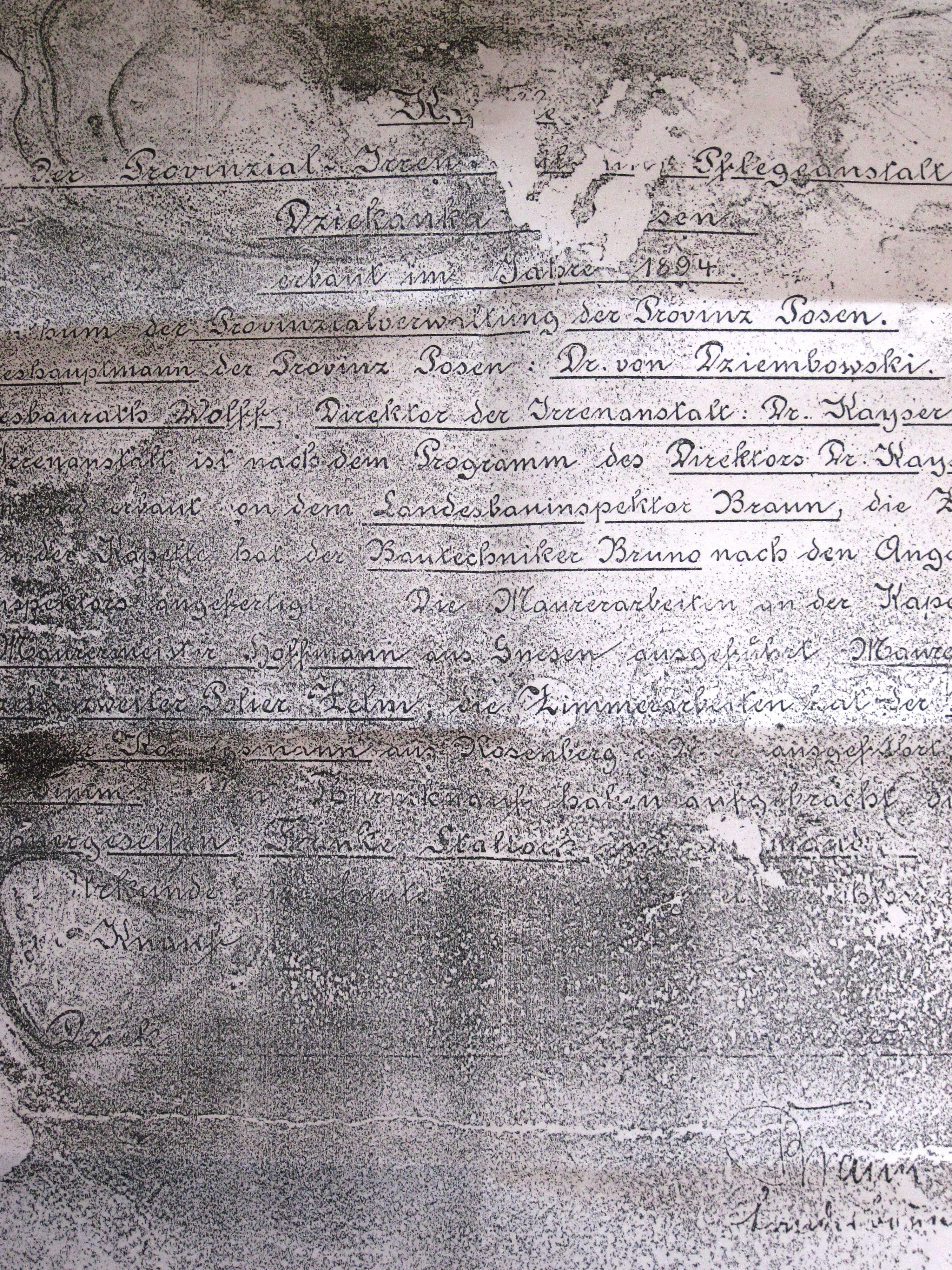
Kopia dokumentu znalezionego w wieży kościoła

Kościół został wybudowany w 1894 roku. Według dokumentu odnalezionego w jego wieży, prace murarskie wykonywali mistrz murarski Hoffman z Gniezna, mistrz Kinzell oraz mistrz Zelm, natomiast prace ciesielskie – przedsiębiorca budowlany z Rosenbergu i podmistrz Timm. Pierwotnie kościół służył jako kaplica szpitala psychiatrycznego „Dziekanka”, jednak od początku przeznaczony był na świątynię dwuwyznaniową. Dekretem prymasa Augusta Hlonda został kościołem filialnym parafii Wniebowzięcia NMP i św. Wojciecha (archikatedralnej). 1 stycznia 1988, dekretem prymasa Józefa Glempa, został kościołem nowo utworzonej parafii bł. Michała Kozala.
Po objęciu urzędu proboszcza przez ks. Sławomira Jessę w 1997 roku, kościół był systematycznie remontowany (wymieniono konfesjonały, oświetlenie, wykonano prace malarskie). Pod koniec lat 90. dokonano remontu wieży kościoła, który sfinansowali zarówno parafianie, jak i członkowie wspólnoty ewangelickiej. 23 marca 2009 roku, w czasie nabożeństwa Koronki do Miłosierdzia Bożego, w kościele wybuchł pożar, do którego przyczyniła się sadza w kominie. Rok później, w czasie nabożeństwa Gorzkich żalów, stare, zamurowane przewody doprowadziły do wybuchu w kruchcie przy wyjściu od strony szpitala. Dwa miesiące później, 29 maja, powiększyło się zarysowanie na suficie i pojawiło się wybrzuszenie nad wejściem, co groziło zawaleniem sufitu. Z tego powodu na ponad tydzień kościół został zamknięty. Po inspekcji konserwatora zabytków i chwilowym podparciu sufitu belami, kościół został otwarty, ale wymaga gruntownego remontu. 7 lutego 2012 roku nastąpiła poważna awaria komina. W wyniku nieszczelności przewodu kominowego, dym przedostał się do wnętrza świątyni. W związku z koniecznością niezbędnego remontu świątynia została zamknięta, a większość jej wyposażenia liturgicznego przeniesiona do kaplicy parafialnej i plebanii. 20 grudnia 2012 roku podpisano akt notarialny, którym Skarb Państwa przekazał prawo własności kościoła kurii metropolitalnej. Tego samego dnia kuria zrzekła się własności i przekazała ją parafii pw. bł. Michała Kozala w Gnieźnie. W czerwcu 2013 roku doszło do włamania, w którego wyniku skradziono żyrandole, kinkiety i inne cenne przedmioty, które pozostały po zamknięciu kościoła. 14 października tegoż roku rozpoczęto prace remontowe dachu świątyni, częściowo sfinansowane przez Ministerstwo Kultury i Dziedzictwa Narodowego. Do końca 2014 roku ukończono prace nad całkowitym remontem dachu oraz zamontowaniem nowego ogrzewania. Z powodu braku pełnego dofinansowania prace były dwukrotnie zawieszane. Od 2015 roku prace pozostają wstrzymane.

## Architektura
Wybudowany z czerwonej cegły na planie prostokąta jako kościół jednonawowy. Posiada wieżę z nieczynnym dzwonem, odrestaurowaną pod koniec ubiegłego wieku, przy współpracy proboszcza parafii i członków Kościoła Ewangelicko-Augsburskiego. Na zewnętrznej, wschodniej ścianie kościoła znajduje się tablica upamiętniająca zamordowanych przez hitlerowców pacjentów szpitala oraz tablica upamiętniająca zmarłego tragicznie ks. Witolda Ceglarka, wikariusza parafii. Posiada też dwie kruchty i tym samym dwa boczne wejścia (nie ma wejścia na wprost ołtarzy). W czterech narożnikach kościoła wybudowano cztery małe pomieszczenia: dwa od strony wschodniej połączone z kościołem i dwa od zachodniej niemające połączenia ze świątynią. Pomieszczenia od strony wschodniej służą jako zakrystie parafii katolickiej – jedna dla kapłanów, a druga dla służby liturgicznej. Pomieszczenia zachodnie – jedno to kotłownia, drugie jest niezagospodarowane. Na ścianach północnej i południowej mieszczą się okna w kształcie rozety, a nad nimi oraz na chórze i w prezbiteriach – pojedyncze okna w kształcie koła.

### Prezbiterium katolickie
Mieści się przy wschodniej ścianie świątyni, tak samo jak prezbiterium ewangelickie. Posiada drewniany, lekko pozłacany ołtarz z kopią obrazu Madonny Sykstyńskiej i tabernakulum. Po prawej stronie tabernakulum znajduje się miejsce celebransa, współcelebransów liturgii i lektorów. Po obu stronach tabernakulum znajdują się dwie rzeźby: po lewej św. Franciszka z Asyżu z Dzieciątkiem Jezus, a po prawej Jezusa Miłosiernego. Przy obrazie mieściły się złocone świeczniki, skradzione w 2013 roku, a przy głównym, drewnianym ołtarzu także srebrzony krzyż papieski, który po zamknięciu kościoła został przeniesiony do kaplicy parafialnej. Całe prezbiterium wymalowano w kolorach białym i jasnożółtym, zaś ołtarz z obrazem Madonny – w kolorach brązowym i złotym.

### Prezbiterium ewangelickie
Jest ono wysunięte bardziej do przodu niż prezbiterium katolickie, posiada trzystopniowy ołtarz, zbudowany analogicznie do przedsoborowego katolickiego. Za ołtarzem umieszczona została kopia obrazu Ostatniej Wieczerzy Leonarda da Vinci.

### Nawa
Pomiędzy ołtarzami kolejno od góry znajdują się: krzyż, obraz Matki Bożej Nieustającej Pomocy oraz portret bł. Michała Kozala. Tuż przed nim mieściły się ewangeliarz oraz paschał. Naprzeciwko prezbiteriów znajduje się chór muzyczny, dawniej wraz z elektrycznymi organami, przeniesionymi do kaplicy parafialnej. Nad drewnianą amboną, zdobioną wizerunkiem Ducha Świętego, znajdującą się po prawej stronie ołtarza katolickiego, wisi zabytkowa rzeźba Matki Bożej z Dzieciątkiem, wykonana przez Jadwigę Boniewską. Po lewej stronie ołtarza ewangelickiego mieścił się obraz Najświętszego Serca Jezusa. Również w tym miejscu umieszczone zostały kamień węgielny poświęcony przez Jana Pawła II oraz papieski portret, które w marcu 2011 roku zostały przeniesione do nowej kaplicy.

## Zbór Ewangelicko-Augsburski
W każdą pierwszą niedzielę miesiąca o godzinie 15:30 odbywały się nabożeństwa ewangelickie. Po zamknięciu kościoła odbywają się one w kaplicy parafialnej przy ulicy E. Orzeszkowej. Opiekę duszpasterską nad filiałem sprawuje poznańska parafia ewangelicko-augsburska. Ważnym wydarzeniem dla wiernych obydwu wyznań było pierwsze nabożeństwo ekumeniczne, odprawione podczas Tygodnia Modlitwy o Jedność Chrześcijan 19 stycznia 2003 roku, a także nabożeństwo w ramach VIII Zjazdu gnieźnieńskiego, podczas którego obecni byli wierni i przedstawiciele trzech Kościołów chrześcijańskich.